# Histoire du canton de Lucerne
La région de Lucerne a été habitée depuis les temps préhistoriques. Après la chute de l'empire romain, les Alémans s'y installèrent, et quelques monastères apparurent avant l'an mille. Le monastère bénédictin (dépendant de l'abbaye de Murbach) situé au bord du lac à l'embouchure de la Reuss est à l'origine de la ville de Lucerne dont la date de fondation se situe entre 1180 et 1200.
En 1332, Lucerne est la première ville a rejoindre la Confédération des III cantons, bien qu'elle se soit battue aux côtés des Habsbourg lors de la bataille de Morgarten. 
Elle entre dans la Confédération pour deux raisons :
- La première est économique. En effet, Lucerne est sur la route du col du Saint-Gothard. De plus le lac des Quatre Cantons passa sous le contrôle de la Confédération. Donc Lucerne acquit plusieurs voies commerciales stables qui augmentèrent son importance ainsi que son revenu grâce aux taxes et au commerce.
- La deuxième est politique. Grâce à l’alliance avec les Confédérés, Lucerne devint indépendant des Habsbourg.

Une des clauses spécifiques de l'alliance obligeait Lucerne à demander le consentement des autres Confédérés pour conclure d'autres alliances.
À Lucerne, avant la bataille de Morgarten, le parti pour les Confédérés était minoritaire par rapport à celui pour les Habsbourgs ; cependant après la victoire des Confédérés lors de cette bataille, la tendance s'inversa, mais une fraction de la population était toujours fidèle aux Habsbourg. Quelque temps après l’alliance, les partisans des Habsbourg tentèrent un coup d’État qui se termina par un échec. On le nomma : « La conjuration des manches rouges ».

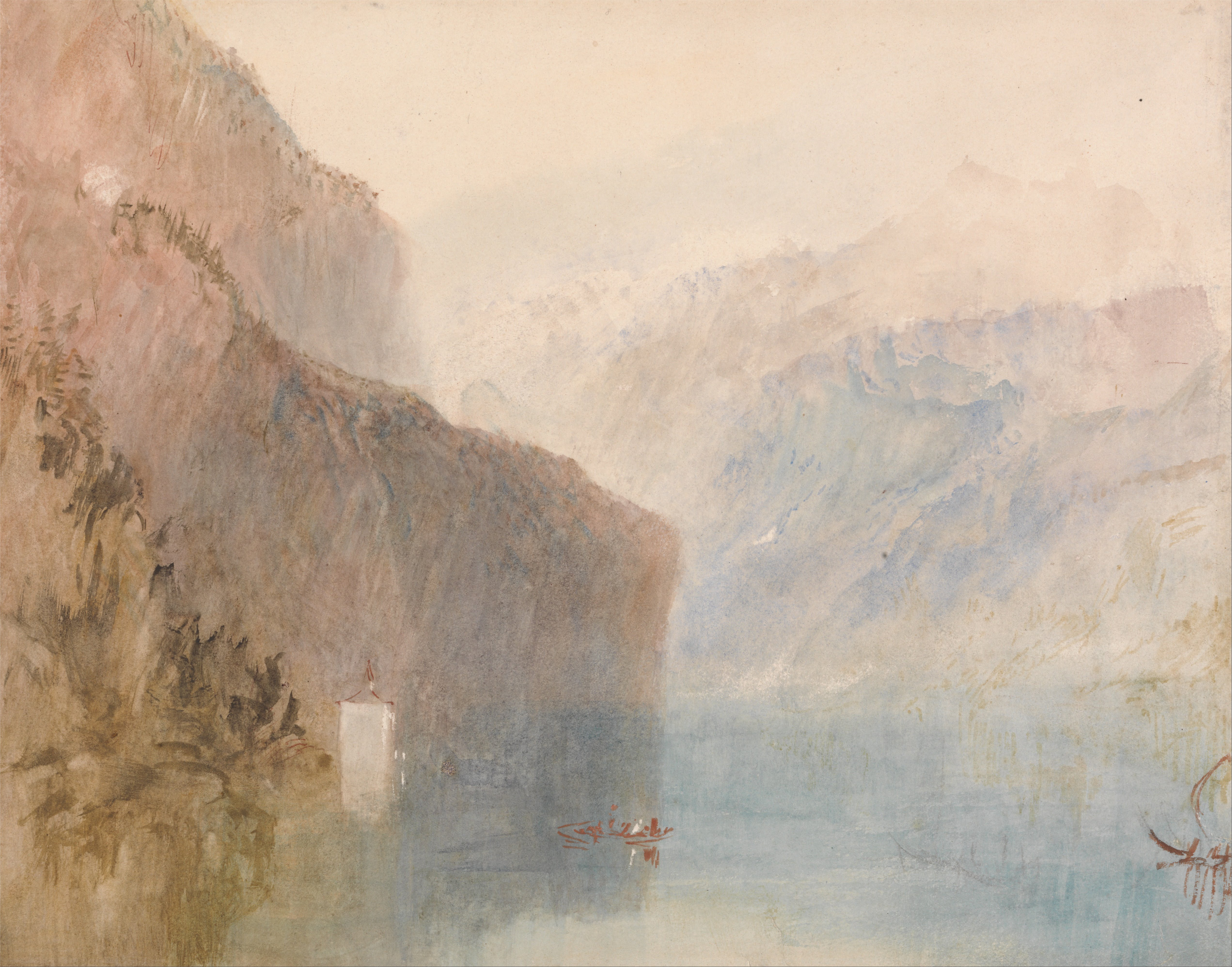
La Chapelle de Tell
Lac de Lucerne
William Turner, 1841
Centre d'art britannique de Yale

Le peintre anglais William Turner réalisa à plusieurs reprises des aquarelles représentant le lac de Lucerne dont La Chapelle de Guillaume Tell (1826-1827) qui fait partie d'une sérieL'Italie de Samuel Rogers, poète anglais qui relate l'histoire de Guillaume Tell. C'est une aquarelle et graphite sur papier de 24 × 31 cm conservée à la Tate Britain à Londres. Turner reprend ce thème en 1841 dans une autre aquarelle conservé au Centre d'art britannique de Yale à New Haven.